# Kaarel Eenpalu
Kaarel August Eenpalu, rođen kao Karl-August Einbund (Tartu, 28. svibnja 1888. – Kirov, 27./28. siječnja 1942.) bio je estonski pravnik, novinar i političar, Državni starješina (1932.) i premijer Estonije (1938. – 1939.). Eenpalu je bio bliski suradnik i saveznik Konstantina Pätsa te se spominje kao tvorac pojma "Doba šutnje", kojim se označava razdoblje autokratske vladavine Konstantina Pätsa od 1934. pa do parlamentarnih izbora 1938. godine. 
Rođen je 1888. kao Karl August Einbund, ali je 1935. godine estonizirao svoje ime i postao Kaarel Eenpalu. Srednju školu završio je u Tartuu, gdje je također upisao i studij prava, ali je diplomirao u Moskvi. Od 1910. bavi se novinarskim radom, najprije u dnevnim novinama Postimees, a kasnije i u drugim novinama. Tijekom Prvog svjetskog rata aktivno je sudjelovao u vojsci, služeći kao niži kapetan tijekom 1917. i 1918. godine. Tijekom Estonskog rata za neovisnost, najprije je bio zapovjednik učeničkog bataljuna srednje škole u Tartuu, a kasnije i kapetan manje borbene jedinice. 
Od 1919. aktivno se bavi politikom. Bio je član Ustavotvorne skupštine (1919. – 1920.) i Narodne skupštine (1920. – 1937.), a držao je i niz važnih izvršnih funkcija u vlasti neovisne Estonije. U četiri je navrata, prvi puta 1920. godine, bio ministar unutarnjih poslova, zbog čega ga neki smatraju osnivačem estonske policije. Također je bio i predsjednik Narodne skupštine. Od 19. srpnja do 1. studenoga 1932. bio je Državni starješina, a od 24. travnja 1938. do 12. listopada 1939. i premijer Estonije (od 24. travnja do 9. svibnja 1938. bio je v.d. premijera).
Nakon što je Sovjetski Savez u lipnju 1940. okupirao Estoniju, Eenpalu je nedugo zatim uhapšen, kao i dobar dio vodećih estonskih političara iz međuratnog razdoblja. Eenpalu je kasnije deportiran u Rusiju, odakle je smješten u gulag Vjatlag u blizini Kirova, gdje je i preminuo 27. siječnja 1942.
Eenpalu je sa suprugom Lindom imao četiri kćeri - Helmi-Aino (r. 1917.), Virve (r. 1919.), Tiiu-Hilju (r. 1921.) i Mai-Lindu (r. 1923.). Političarka Anne Eenpalu njegova je unuka.